# Panicum scoparium
Panicum scoparium är en gräsart som beskrevs av Jean-Baptiste de Lamarck. Panicum scoparium ingår i släktet vipphirser, och familjen gräs. Inga underarter finns listade i Catalogue of Life.

## Bildgalleri

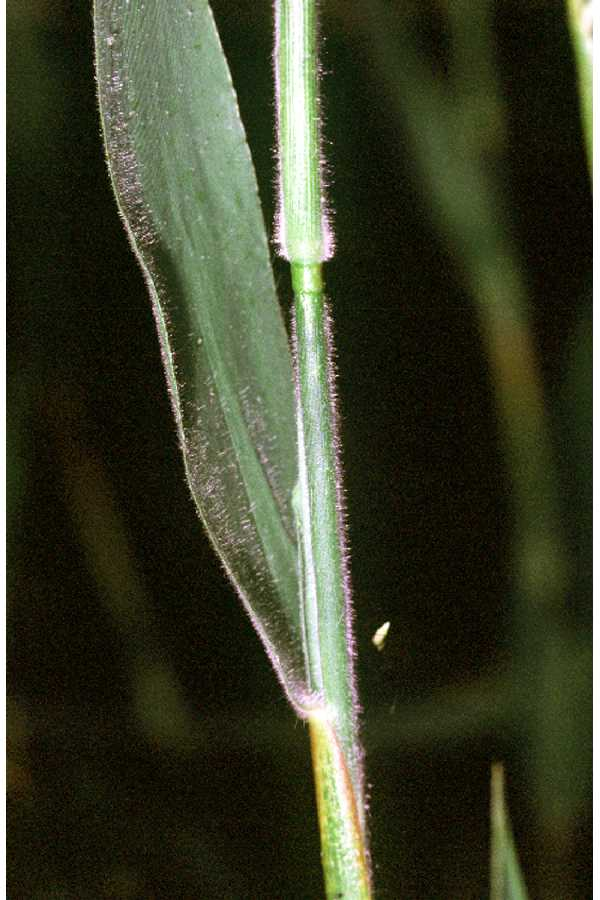